# 舊社 (臺中市后里區)
舊社，是臺灣臺中市后里區的一個傳統地域名稱，位於該區南部偏西。相較於今日行政區，其範圍大致包括舊社里不含西南端凸出部分、墩南里西南部，另外還包括豐原區西湳里西北端，以及神岡區北部各里（豐洲里、神洲里、溪洲里）最北端的大甲溪河灘地。

## 歷史
台灣清治末期，舊社地區為一街庄，稱為「舊社庄」，隸屬於苗栗三堡。該庄西北邊及北邊西段與四塊厝庄為鄰，北邊中段與中和庄為鄰，北邊東段及東邊與墩仔腳庄為鄰，南邊及西南邊隔大甲溪主流及沙洲地與大湳庄、下溪洲庄、圳堵庄、新庄仔庄為界。
1901年（日明治三十四年）11月，全台廢縣廳改設二十廳，該庄隸屬於苗栗廳。1903年（明治三十六年）6月，該庄編入「內埔區」，仍隸屬於苗栗廳。1909年（明治四十二年）10月，全台二十廳合併為十二廳，苗栗廳廢止，內埔區改隸屬於臺中廳。1920年（大正九年），全台地方制度大改正，該庄改制為「舊社」大字，隸屬於臺中州豐原郡內埔庄。
戰後內埔庄改制為內埔鄉，隸屬於臺中縣，大字亦改制為村。1950年10月，中、彰、投分治，外埔鄉隸屬不變。1955年，因與屏東縣內埔鄉同名，改名為「后里鄉」。2010年12月，隨著臺中縣、市合併為直轄臺中市，后里鄉改制為后里區，村亦改制為里。

## 聚落
本地區發展較早的聚落有金錠（金城莊）、犁頭標（舊社）等，在日治期初期的官方地圖上已有記載。此外，本地區尚有犁頭標（西側）聚落。

## 交通
國道1號又稱「中山高速公路」，是台灣西部兩條縱向高速公路之一，大致以北偏東—南偏西走經過舊社地區中部。北側最近的是與市道132號相連結的后里交流道，南側最近的是國道4號交會處的台中系統交流道，以及省道台10線交會處的豐原交流道。由此等可快速前往國道1號沿線各地。
區道中36線（三線路）是六分至內埔的道路，大致以西北—東南走向經過本地區北部邊界地帶中段。由該道路向西北可前往四塊厝與中和、月眉的邊界地帶、月眉西部的忠明社區並止於市道132號路口，向東南至舊社路路口轉東北出境後，可前往墩子腳中部偏西南的七星國小旁並止於區道中38線路口。